# Riu Lualaba
El riu Lualaba és la més gran de les fonts del Riu Congo pel que fa al cabal. Tanmateix, el supera en longitud el riu Chambeshi.
Compta amb 1.800 km de longitud. Neix prop de Musofi (al costat de Lubumbashi a la província de Katanga). Tot el seu recorregut queda dins la República Democràtica del Congo. S'eleva fins a 1.400m sobre el nivell del mar i corre cap al nord fins a Kisangani, on comença oficialment el riu Congo. Una font del Lualaba es troba a l'altiplà de Katanga. Des d'allí baixa fins a l'altiplà de Manika, amb cascades i ràpids que en caracteritzen el descens. A Bukama, el riu esdevé navegable per uns 640 km al llarg d'una sèrie d'aiguamolls (inclosos els llacs Upemba i Kisale). Més enllà de Kongola, ja no es pot navegar car entra en un estret congost, Portes d'Enfer. Entre Kasongo i Kibombo, s'estenen uns altres 100 km navegables, abans que els ràpids tornin a impedir el pas d'embarcacions a Kindu-Port-Empain. Al final del riu es troben les cascades Boyoma, formades per set cascades en una faixa de 100 km entre Ubundu i Kisangani.
El Lualaba fa de frontera Nord i Oest del parc nacional d'Upemba de la República Democràtica del Congo.
En el passat, es considerava que el Lualaba era una possible font del Nil. Tanmateix, Henry Morton Stanley el va recórrer i va demostrar que desemboca a l'oceà Atlàntic.
Els afluents principals del Lualaba són:
- riu Lowa
- riu Ulindi
- riu Luama
- riu Lukuga, connectat al llac Tanganyika
- riu Lufira
- riu Lubudi
- riu Luvua